# Confraria de Belchite
La Confraria de Belchite fou un orde militar creat a Belchite per Alfons I d'Aragó en 1122. L'objectiu era defensar la frontera sud del Regne d'Aragó i promoura la croada contra els musulmans, fins a expulsar-los de les seves terres i continuar la Reconquesta cristiana. En 1136, la confraria s'uní a l'Orde de Monreal i en 1143 els cavallers s'integraren a l'Orde del Temple.

## Història
Poc abans s'havien conquerit Saragossa i poblacions properes, entre les quals Belchite, a la que en 1119 s'havia concedit un fur amb grans privilegis. Segons aquest, qualsevol que s'hi instal·lés per repoblar la terra quedava perdonat dels seus delictes, per greus que fossin. Alfons I reuní una assemblea a Belchite en 1122 per crear la confraria, amb l'assistència del legat papal Bernardo, abat de la Grasse, l'arquebisbe primat Bernat de Toledo i els arquebisbes Oleguer de Tarragona, Diego Xelmírez de Santiago de Compostel·la i Guillem d'Aush, a més dels abats de Leire i nou bisbes més.
Els cavallers de la confraria tindrien les indulgències espirituals que tenien els participants de la Primera Croada, obtenint així el perdó de tots els seus pecats. També s'obtenia aquest perdó amb la prestació de serveis temporals a l'orde, en funció de les quals s'obtenien indulgències parcials. Els cavallers, a més, també podien quedar-se el botí guanyat als musulmans, sense haver de donar una cinquena part a la corona, com era habitual llavors.
En formaven part membres laics i religiosos. Fins al 1126 fou dirigida per Galindo Sánchez, i de 1128 a 1147 per Lope Sánchez. Les constitucions foren confirmades en un concili a Burgos per Alfons VII de Castella, el 4 d'octubre de 1136.
En 1124 Alfons I d'Aragó fundà un altre orde similar, l'orde de Monreal. A la mort d'Alfons, i arran de la derrota en la batalla de Fraga en 1136, el castell de Belchite passà a l'orde de Monreal, per donació d'Alfons VII de Lleó. A efectes pràctics, es tractà d'una fusió dels dos ordes, que es denominen des de llavors Militia Caesaraugustana, amb López Sanz com a mestre. Finalment, l'orde s'integrà, en 1143, a l'Orde del Temple, amb objectius i organització similars.